# Isopentenylpyrophosphat
Isopentenylpyrophosphat (kurz Isopentenyl-PP oder auch IPP) ist ein Biomolekül, welches als Grundbaustein in der Terpenbiosynthese zu finden ist. Chemisch gesehen ist es ein Ester aus Isoprenol (einem Alkohol mit einer zusätzlichen C=C-Doppelbindung) und der Diphosphorsäure.
Es wird über den Mevalonatweg sowie über den Methylerythritolphosphatweg biosynthetisch hergestellt. Diese Synthesewege werden ausführlicher unter dem Isomer des IPP, dem Dimethylallylpyrophosphat, der Cholesterinbiosynthese und dem Methylerythritolphosphatweg beschrieben.
Isopentenylpyrophosphat wird in Organismen zur Biosynthese von Terpenen und Terpenoiden verwendet oder kann durch die IPP-Isomerase zu Dimethylallylpyrophosphat umgewandelt werden. Weiter kann aus 2 Einheiten IPP und einem Dimethylallylpyrophosphat Farnesylpyrophosphat hergestellt werden.
Die Aminogruppe des Nukleosids Adenosin wird mittels der tRNA-Isopentenyltransferase mit Isopentenylpyrophosphat zum N6-Isopentenyladenosin umgesetzt.